# Пимкинский
Пи́мкинский — хутор в Алексеевском районе Волгоградской области России. Входит в Самолшинское сельское поселение.

## География
Хутор расположен в 15 км северо-западнее станицы Алексеевской и в 2 км северо-западнее хутора Самолшинский. Пойма Хопра.

## История
По состоянию на 1918 год хутор входил в Тишанский юрт Хопёрского округа Области Войска Донского.

## Население
| 2010 |
| ---- |
| 138  |

## Инфраструктура
Дорога не асфальтированная. Хутор не газифицирован. Есть начальная школа.